# Raúl Esparza

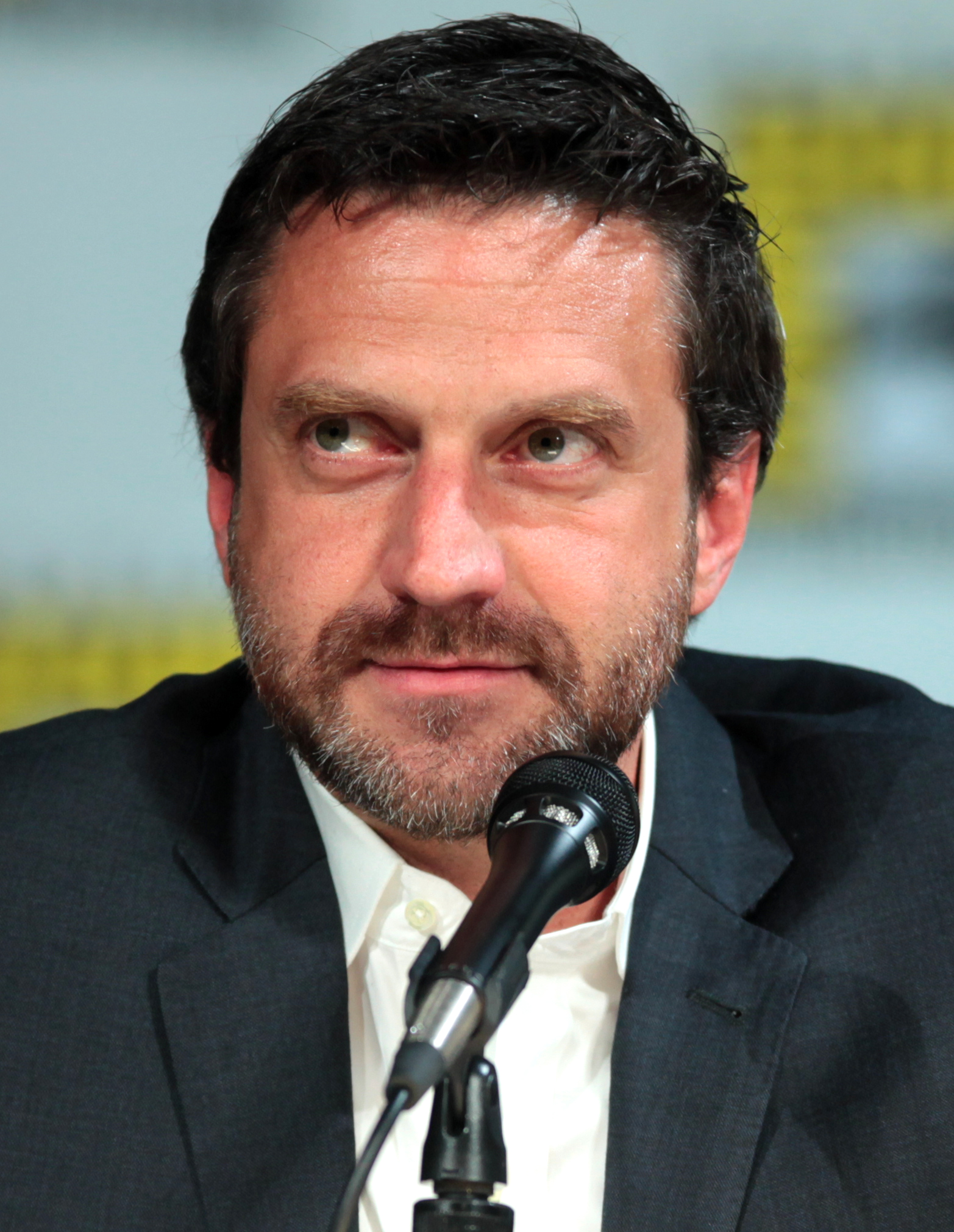
Raúl Esparza in 2014

Raúl Eduardo Esparza (Wilmington (Delaware), 24 oktober 1970) is een Amerikaans acteur en zanger.

## Biografie
Esparza werd geboren in Wilmington (Delaware) als zoon van uit Cuba geëmigreerde ouders. Hij doorliep de high school aan de Belen Jesuit Preparatory School in Miami waar hij in 1988 zijn diploma haalde. Hierna haalde hij in 1992 zijn bachelor of fine arts aan de New York-universiteit in New York.  
Esparza is vooral bekend van zijn rol als hulpofficier van justitie Rafael Barba in de televisieserie Law & Order: Special Victims Unit, waar hij in 119 afleveringen speelde (2012-2022). 
Esparza was van 1994 tot en met 2008 getrouwd.

## Filmografie

### Films
Uitgezonderd korte films.
- 2022 Glimpse - als Tony
- 2018 Suspicion - als Tom Canter
- 2017 Ferdinand - als Moreno (stem)
- 2016 Custody - als Luis Sanjuro
- 2011 G.W.B. - als Nevada
- 2011 Georgetown – als Vincent Feig
- 2010 My Soul to Take – als Abel Plenkov
- 2006 Find Me Guilty – als Tony Compagna

### Televisieseries
Uitgezonderd eenmalige gastrollen.
- 2023 A Murder at the End of the World - als David Alvarez - 7 afl.
- 2012-2022 Law & Order: Special Victims Unit – als hulpofficier van justitie Rafael Barba – 119 afl.
- 2022 Candy - als Don Crowder - 5 afl.
- 2021 Dopesick - als Paul Mendelson - 6 afl.
- 2016-2018 BoJack Horseman - als Ralph Stilton (stem) - 8 afl.
- 2018 The Path - als Jackson Neill - 6 afl.
- 2013-20145 Hannibal – als Dr. Frederick Chilton – 12 afl.
- 2011 A Gifted Man – als Phillip Romero – 2 afl.
- 2007 Pushing Daisies – als Alfredo Aldarisio – 2 afl.

## TheaterwerkBroadway
- 2012 Leap of Faith – musical – als Jonas Nightingale
- 2011 Arcadia – toneelstuk – als Valentine Coverly
- 2008-2009 Speed the Plow – toneelstuk – als Charlie Fox
- 2007-2008 The Homecomming – toneelstuk – als Lenny
- 2006-2007 Company – musical – als Robert
- 2005 Chitty Chitty Bang Bang – musical – als Caractacus Potts
- 2003-2004 Taboo – musical – als Philip Sallon
- 2000-2002 The Rocky Horror Show – musical – als Riff Raff
- 1998-2004 Cabaret – musical – als meester van de ceremonie (understudy)

- Biblioteca Nacional de España: XX5184488
- Gemeinsame Normdatei: 1020257849
- International Standard Name Identifier: 0000 0000 4622 246X
- Library of Congress Control Number: no2001051779
- MusicBrainz: 0d4b6a43-78a9-47a3-ab1b-bd5c93e21b0d
- Nationale Bibliotheek van Israël: 987007409067205171
- SNAC: w6fj49vt
- Virtual International Authority File: 34107258
- WorldCat: E39PBJbRgpQh99dkXBMmTqT4MP